# Аксель Перссон-Брамсторп
Аксель Перссон-Брамсторп (швед. Axel Pehrsson-Bramstorp; 19 серпня 1883; Істад — 19 лютого 1954; Треллеборг) — шведський політик та державний діяч, прем'єр-міністр Швеції з червня по вересень 1936 року.

## Біографія

### Ранні роки
Народився у місті Істад у родині фермерів. Смерть його батька унеможливила продовження його навчання. Після 14 років він закінчив освітні курси дорослих у folkhögskola (еквівалент коледжу).

### Політична кар'єра
Він брав активну участь у місцевій та регіональній політиці, а в 1918 році став членом другої палати Риксдагу, який представляв Ліберальну партію, але не був переобраний у 1921 році. Перейшов до Аграрної партії Bondeförbundet (Ліга фермерів) і був обраний членом другої палати в 1929 році, де перебував до 1949 року. Він був головою партії з 1934 по 1949 рік.

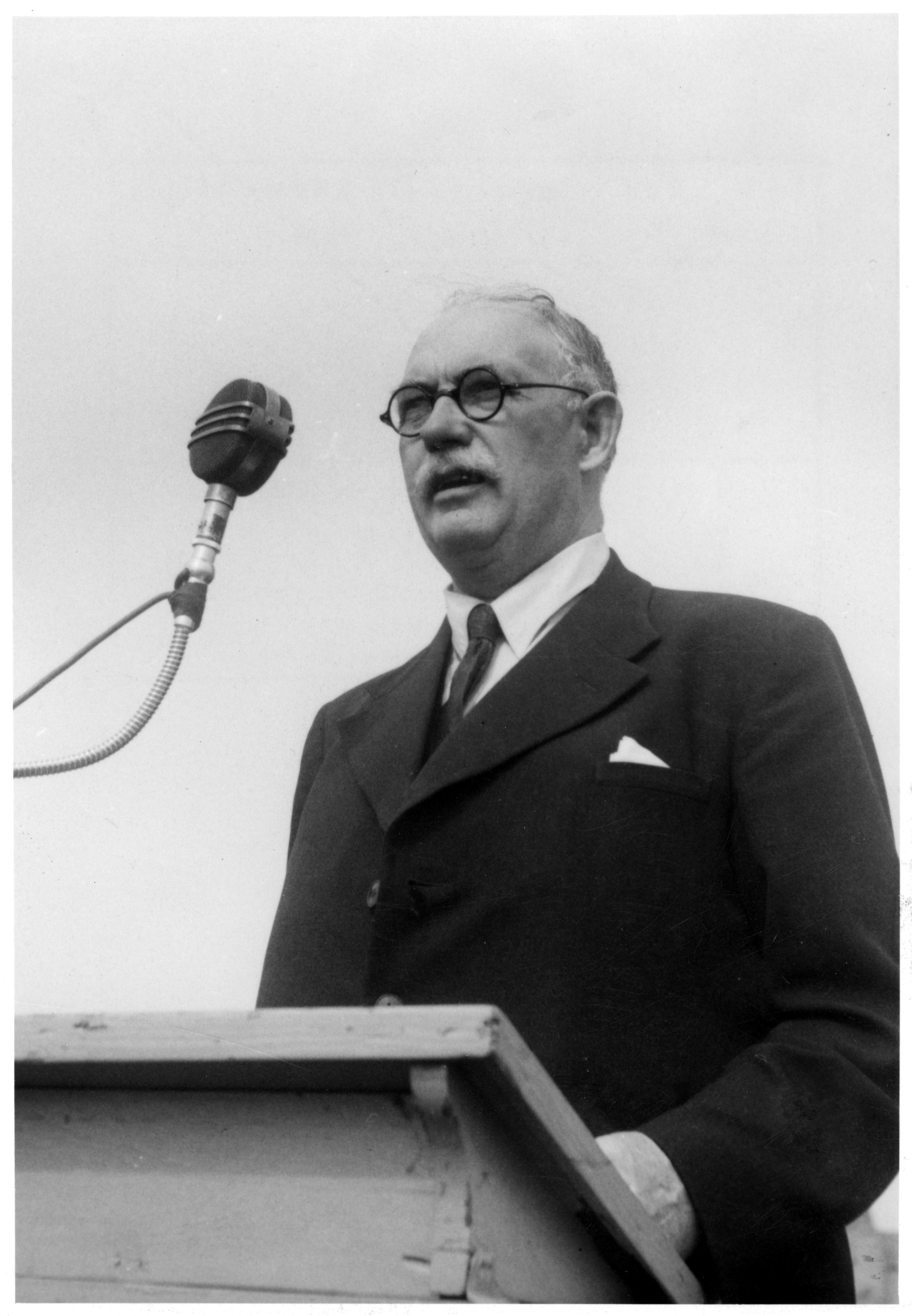
Аксель Перссон-Брамсторп у 1947 році

Після того, як соціал-демократичний кабінет Пер Альбіна Ганссона був скинутий парламентською більшістю навесні 1936 року, Перссон отримав мандат короля Густава V, щоб сформувати несоціалістичний коаліційний уряд. Це виявилося неможливим, і Перссон очолював однопартійний кабінет прем'єр-міністра з 19 червня по 28 вересня 1936 року. Оскільки цей кабінет був чинний лише протягом літа, його називали «Урядом відпочинку». Він призначив себе міністром сільського господарства; після виборів до другої палати у вересні він подав у відставку з посади прем'єр-міністра, але залишився міністром сільського господарства в новому кабінеті Ганссона, який був коаліцією соціал-демократів і аграрної партії. Він продовжував працювати на тій же посаді в національному коаліційному кабінеті, який сформувався під керівництвом прем'єр-міністра Ганссона під час Другої світової війни в 1939 році і виконував обов'язки до кінця війни в 1945 році.

### Подальша діяльність
Після відставки Перссон-Брамсторп обіймав різні важливі посади в сільськогосподарських організаціях, залишаючись головою своєї партії і членом парламенту, поки хвороба не примусила його піти у відставку в 1949 році. Того ж року був нагороджений орденом Серафимів.
Помер 19 лютого 1954 року у Теллеборзі.